# 奧查德 (內布拉斯加州)
奧查德（英語：Orchard）是位於美國內布拉斯加州安蒂洛普縣的村。

## 人口
根據2020年美國人口普查的數據，奧查德的面積為1.02平方千米，皆為陸地。當地共有人口363人，而人口密度為每平方千米356人。